# Belly (film)
Pour les articles homonymes, voir Belly (homonymie).
Belly est un film américain réalisé par Hype Williams et paru sur les écrans en 1998.
Dans ce drame urbain, les rappeurs DMX et Nas incarnent Tommy and Sincere, deux amis d'enfance devenus délinquants.
On retrouve dans ce film Taral Hicks, les rappeurs Method Man et Vita, l'artiste de dancehall Louie Rankin et la chanteuse R&B T-Boz de TLC.

## Fiche technique
- Titre : Belly
- Réalisation : Hype Williams
- Scénario : Hype Williams
- Musique : Stephen Cullo
- Sortie aux États-Unis : 4 novembre 1998
- Sortie en France : Inédit
- Pays d'origine : États-Unis d'Amérique
- Genre : Drame, musical
- Durée : 96 minutes

## Distribution
- Nas (V. F. : Oxmo Puccino) : Sincere
- DMX (V. F. : JoeyStarr) : Tommy «Buns» Bundy
- Taral Hicks (V. F. : Lady Laistee) : Keisha
- Tionne Watkins (V. F. : Annie Milon) : Tionne
- Method Man (V. F. : Thierry Desroses) : Shameek
- Oliver «Power» Grant (V. F. : Jean-Paul Pitolin) : Knowledge
- Hassan Johnson (V. F. : Eloquence) : Mark
- Louie Rankin (V. F. : Lord Kossity) : Lennox
- Tyrin Turner : Big Head Rico
- Stan Drayton (V. F. : Benoit Allemane) : Wise
- James Parris (V. F. : Lucien Jean-Baptiste) : LaKid
- Malachi Woods (V. F. : Philippe Bozo) : Paul
- Sean Paul : Lui-même

## Musique du film
Le film contient de nombreux morceaux dancehall reggae qu'on ne retrouve pas dans la bande originale : 
1. «Back to Life (A Cappella Version)» - Soul II Soul
2. «House in Motion» - Olu Dara
3. «Blue Agony» - Olu Dara
4. «Sincere» - Olu Dara
5. «Windpipe» - Wu-Tang Clan
6. «Pregame» - Sauce Money featuring Jay-Z
7. «Sucky Ducky» - Mr. Vegas
8. «I Wanna Live» - The Bravehearts
9. «Blood Sweat and Tears» - M.O.P.
10. «Swell Up» - Crucial Conflict
11. «No Way In, No Way Out» - Lady
12. «Grand Finale» - DMX, Method Man, Nas & Ja Rule
13. «Two Sides» - Hot Totti (aka Vita)
14. «Story to Tell» - Ja Rule
15. «Devil's Pie» - D'Angelo
16. «Bashment Time» - Mr. Easy and Frisco Kid
17. «Top Shotter» - DMX, Sean Paul & Mr. Vegas
18. «Deep Cut» - David Banner
19. «What About» - Sparkle
20. «The Right Man» - Frisco Kid
21. «Technology» - Temple of Soul
22. «Bam Bam» - Sister Nancy
23. «Silly» - Taral Hicks

## Bande originale
1. «No Way In, No Way Out» - Lady
2. «Devil's Pie» - D'Angelo
3. «Grand Finale» - DMX, Method Man, Nas & Ja Rule
4. «Never Dreamed You Leave In Summer» - Jerome
5. «What About» - Sparkle
6. «Two Sides» - Hot Totti
7. «Movin' Out» - Mýa, Raekwon & Noreaga
8. «Top Shotter» - DMX, Sean Paul & Mr. Vegas
9. «Story To Tell» - Ja Rule
10. «Crew Love» - Jay-Z, Memphis Bleek & Beanie Sigel
11. «Sometimes» - Noreaga and Maze
12. «We All Can Get It On» - Drag-On
13. «Militia Remix» - Gang Starr, WC & Rakim
14. «Windpipe» - Wu-Tang Clan
15. «Pre-Game» - Sauce Money & Jay-Z
16. «Tommy's Theme» - Made Men & The L.O.X.
17. «Some Niggaz» - Half-A-Mil
18. «I Wanna Live» - The Bravehearts, Nature & Nas

## Anecdotes
- Nas, en plus d'incarner Sincere, est aussi le narrateur et a collaboré avec Hype Williams  sur le scénario.
- Les rappeurs français Joey Starr, Oxmo Puccino, Eloquence ainsi que Lady Laistee ont participé au doublage français de ce film.